# 國王的新衣

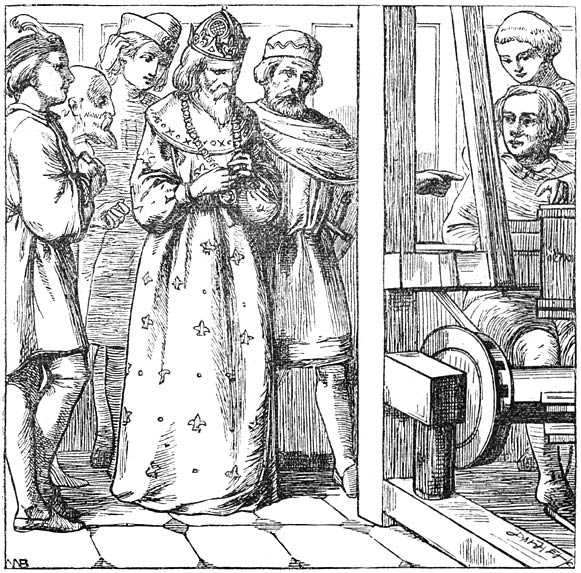
大臣们前来视察新衣的制作

《皇帝的新衣》（丹麥語：Kejserens nye Klæder），也译作《国王的新衣》，安徒生童話系列中的故事，首次發表於1837年，收录在《讲给孩子们听的故事》中。
原型为流传于14世纪西班牙卡斯提地区的一则故事，指一个摩尔人的国王被三名骗子愚弄，说他们为皇帝编织的一件华丽的衣裳是私生子看不到的，后来皇帝驱车到市集向众人展示这件想象中的新衣服时，被一名有意挑衅的非洲人揭穿。5个世纪后，安徒生重写故事，使之成为一个家喻户晓的故事。安徒生基本完整保留了原作者堂胡安·马努埃尔（Don Juan Manuel）《卢卡诺尔伯爵》中一则故事的情节，只是将看不见布料的人从私生子改为愚蠢的人，将揭发者从一个非洲人改为一个天真的小孩，并经过润色和文字加工。
该故事是安徒生著名的童话故事之一，常常出现在安徒生作品的选集以及儿童故事书中，也曾被改编成动画片和电视剧等。

## 故事概要

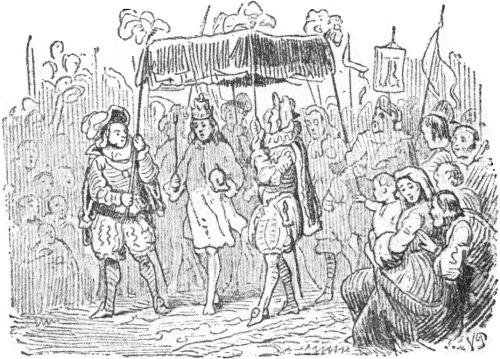
国王穿着新衣巡游

在很久以前，有一個很愛打扮的國王，經常都要穿新衣裳。有一天，城里来了两个骗子，他们自称是织工并對國王保证他们能织出既美丽又奇特的衣裳。他們自稱这种布，凡是愚蠢和不称职的人都看不见。国王聘用了他们，两个骗子也在空空如也的织机上忙碌起来。不久，国王派出大臣视察衣服的制作情况。大臣们见自己甚么也没看到而害怕起来，纷纷向国王欺骗说自己看到了极其美妙的布料。最后当骗子们向国王献上根本不存在的“衣服”时，國王雖然甚麼也沒看見，但因為不願承認自己的愚蠢，所以便依骗子的指示“穿上”了這件“衣裳”。後來更穿着這件“衣裳”出巡，結果被天真的小孩揭穿了國王根本沒有穿衣服，而淪為國人的笑柄。
原著的結局是國王明知自己沒有穿衣服，也要繼續出巡。但在後期有時會被改成國王在事後嘉許那天真的小孩，從而決定做個好的統治者，改善人民的生活；有些結局會有騙子把在國王騙到的錢分給窮人的說法。

## 故事寓意
故事教訓我們無論什麼事都要自己親手去做和觀察，不能盲目的相信別人，同時間，我們一定要說實話，做個誠實的人。

## 中文翻譯
《國王的新衣》較早的譯文有劉半農的《洋迷小影》（發表於《中華小說界》，1914年）及周作人的《皇帝之新衣》（收入於《域外小說集》再版，1920年）。而最早的譯文為日治台灣的〈某侯好衣〉（發表於《台灣教育會雜誌》「漢文報」，1906年），也是首篇譯為中文的安徒生童話。

## 線上閲讀
- 國王的新衣
- 《皇帝的新装》（The Emperor's New Clothes）英文版（页面存档备份，存于）
- Bartleby.com 英文版《皇帝的新装》（页面存档备份，存于）